# Zubački Kabao
Zubački Kabao – szczyt w paśmie Orjen (1894 m), w Górach Dynarskich, położony w Czarnogórze, blisko zbiegu granic z Chorwacją i Bośnią i Hercegowiną. Jest to najwyższy szczyt pasma Orjen.